# Lorella Cuccarini
Lorella Cuccarini (Roma, 10 agosto 1965) è una conduttrice televisiva, ballerina, cantante e attrice italiana.
Scoperta da Pippo Baudo che l'ha voluta al suo fianco come showgirl nei varietà del sabato sera di Rai 1 Fantastico 6 e Fantastico 7, rispettivamente del 1985 e 1986, è passata successivamente alla Fininvest (l'attuale Mediaset) nel varietà Odiens di Antonio Ricci, la cui sigla, La notte vola, ha riscosso particolare successo. Negli anni novanta ha formato un sodalizio professionale con Marco Columbro, con il quale ha condotto diverse edizioni di varietà come Paperissima e Buona Domenica. Nel 1993 ha condotto, assieme a Pippo Baudo, il Festival di Sanremo, al quale ha poi partecipato anche come cantante in gara nell'edizione del 1995, e tornando a co-condurlo (anche se solo per una serata) in quella del 2024 assieme ad Amadeus. Ha proseguito l'attività canora interpretando le sigle dei programmi da lei condotti e dal 1994 è testimonial della maratona televisiva a scopi benefici Trenta ore per la vita.
In seguito è stata attiva anche in teatro, prendendo parte a diversi musical e spettacoli di successo. Ha preso parte come attrice a diverse fiction televisive tra cui Piazza di Spagna (1992), Amiche (2004), Lo zio d'America 2 (2006) e L'isola di Pietro 2 (2018). Dagli anni ottanta è associata allo slogan la più amata dagli italiani, frase tratta da una celebre serie di spot per l'azienda di cucine Scavolini che l'hanno vista protagonista per quasi due decenni. Nel 2011 è stata insignita del titolo di Commendatore della Repubblica.

## Biografia
I genitori, Vero Cuccarini e Maria Persili, si separarono quando Lorella aveva dieci anni e da allora ha avuto pochi rapporti col padre. Lorella Cuccarini è sposata dal 3 agosto 1991 con Silvio Capitta, produttore discografico e televisivo, proprietario della Triangle Production, conosciuto anche con lo pseudonimo di Silvio Testi (nato nel 1954), dal quale ha avuto quattro figli.
Nel 1994 ha conseguito la maturità linguistica da privatista.

### Anni ottanta

Alessandra Martines, Pippo Baudo e Lorella Cuccarini in Fantastico 7 (1986)

Inizia a muovere i primi passi nella danza all'età di nove anni, frequentando la scuola di ballo di Enzo Paolo Turchi, all'epoca già famoso ballerino televisivo. Frequentando questa scuola Lorella fa, assieme agli altri allievi dell'accademia, la sua primissima apparizione televisiva nel 1978 a 12 anni, in una puntata del varietà del sabato sera Ma che sera (programma di cui Enzo Paolo Turchi era primo ballerino) condotto da Raffaella Carrà e poi alla TV locale romana GBR. In seguito ha continuato la sua gavetta nel mondo dello spettacolo nella prima metà degli anni ottanta come ballerina di fila in programmi come Te lo do io il Brasile con Beppe Grillo, Sponsor City con Fabio Fazio e Il tastomatto con Pippo Franco. È inoltre una delle ballerine di fila del corpo di ballo che accompagna Heather Parisi nelle sue tournée in Italia ed Europa. Appare inoltre in uno spot pubblicitario della birra Dreher.
Notata da Pippo Baudo tra le ballerine di fila in una convention pubblicitaria dell'Algida, ha iniziato la carriera di showgirl al suo fianco nel 1985 in Fantastico 6 dove sostituisce proprio Heather Parisi, affiancata dalla showgirl statunitense Galyn Görg; in questa edizione, ha interpretato la sigla Sugar Sugar, che ottenne molto successo, arrivando fino alla seconda posizione dei singoli più venduti. È stata poi confermata nel cast dell'edizione successiva della stessa trasmissione, grazie alla quale si afferma definitivamente, affiancando Baudo e Alessandra Martines (che sostituì Görg). Fantastico 7 si è rivelato il successo dell'anno, ottenendo punte di ascolto superiori ai 20 milioni di telespettatori. Anche in questo caso la showgirl ha interpretato due sigle di apertura e di coda, rispettivamente Tutto matto e L'amore è (quest'ultima in duetto con Martines). Anni dopo Lorella ammetterà che tra lei e quest'ultima i rapporti, durante il programma, non furono buoni.
Nello stesso periodo è stata testimonial televisiva delle calze Golden Lady. Nel 1986 ha pubblicato il suo disco d'esordio, uscito per la Polydor e intitolato Lorel, promosso dalla showgirl all'interno di Fantastico 7.
Nei primi mesi del 1987, dopo aver partecipato come ospite alle ultime due serate del Festival di Sanremo condotto da Pippo Baudo, viene contattata da Adriano Celentano che la vuole accanto a sé per il tour promozionale in Germania del suo nuovo album I miei americani 2. Sempre nel 1987 viene premiata con l'Oscar TV come personaggio televisivo femminile dell'anno.

Heather Parisi e Lorella Cuccarini nel 1986 a Serata d'onore

Nell'autunno 1987 ha seguito il suo pigmalione Pippo Baudo ed è passata alla Fininvest (divenuta poi Mediaset nel 1996), dove hanno condotto il varietà del venerdì sera di Canale 5 Festival, una sorta di controproposta della TV commerciale del varietà Fantastico della Rai. Per questa nuova trasmissione ha inciso altre due sigle: quella di apertura Io ballerò, che ottiene molto successo (arriverà fino alla terza posizione della classifica dei singoli più venduti) e quella di coda, Se ti va di cantare.
Nel 1988 è stata scelta per entrare a far parte del cast di Odiens di Antonio Ricci, nuova versione di Drive In adattata al pubblico di Canale 5, condotta assieme a Ezio Greggio, Gianfranco D'Angelo e Sabrina Salerno. La trasmissione, che si è posta come controprogrammazione agli show del sabato sera della Rai, ha anticipato per molti aspetti Striscia la notizia, il noto TG satirico nato da una sua costola l'anno successivo; come sigla iniziale del programma era stata utilizzata un'altra canzone di Cuccarini, La notte vola, la sua canzone più conosciuta, divenuta ben presto un evergreen della musica italiana. Successivamente de La notte vola ne viene incisa una versione in inglese (Magic) sempre interpretata da Cuccarini che entra in classifica in Germania e Spagna (in quest'ultimo paese ne viene in seguito incisa anche una cover in lingua spagnola, La noche vuela, interpretata dalla cantante Byanka).
Sempre nel 1988 è stata pubblicata dalla Polydor una raccolta, Heather e Lorella, contenente sette canzoni sue e sette di Heather Parisi, che a partire da questo periodo verrà di fatto indicata come sua rivale artistica. È proprio in Odiens che Cuccarini si affranca dal semplice ruolo di soubrette divenendo una showgirl a tutto tondo prendendo parte anche a sketch comici. Nel 1989 realizza, assieme a molti altri artisti, il 45 giri Per te Armenia, il cui ricavato viene interamente devoluto alla ricostruzione della regione asiatica, colpita da un forte sisma nel dicembre del 1988.

### Anni novanta
In seguito ha condotto diversi speciali per Canale 5, tra cui Una sera c'incontrammo, dedicato agli innamorati nella sera di San Valentino del 1989 durante il quale ha inaugurato il sodalizio professionale con Marco Columbro, e Paperissima, trasmissione ripresa per sei edizioni consecutive andate in onda a stagioni alterne fino al 2001 (a eccezione della stagione 1992-1993 che fu invece condotta da Ezio Greggio e Marisa Laurito); dopo essere stata affiancata nella prima edizione da Ezio Greggio, nelle successive il suo partner artistico è stato Columbro. Il programma, negli anni della conduzione di Cuccarini, vincerà due Telegatti: nel 1991 come Trasmissione dell'anno e nel 1997 come Miglior varietà, e un Oscar TV sempre nel 1991 come uno dei migliori programmi della stagione 1990-1991.
Sempre con Columbro, dal 1991 al 1993 ha condotto due edizioni di Buona Domenica, che per la prima volta riesce a superare in ascolti la Domenica in di Raiuno, durante le quali ha cantato le sigle Liberi liberi e Voci. Il successo del varietà è tale che Lorella, nel 1992, vince il Telegatto come personaggio televisivo femminile dell'anno.
Inoltre nel 1991 ha condotto, ancora una volta al fianco di Columbro, anche Bellezze sulla neve (versione invernale del varietà Bellezze al bagno), varietà a base di giochi ambientati in montagna a Madonna di Campiglio, in cui partecipavano le TV estere legate a Fininvest, che riscosse molto successo tanto da vincere nello stesso anno il Telegatto come Miglior trasmissione di giochi TV; anche in questa trasmissione Cuccarini canta entrambe le sigle: quella d'apertura Ascolta il cuore e quella di chiusura Oh signorina (quest'ultima eseguita assieme a Marco Columbro e Francesco Salvi, comico del programma). Nel 1992 ha inoltre debuttato come attrice partecipando alla miniserie televisiva di Canale 5 Piazza di Spagna accanto a Danny Quinn, Serena Grandi, Enrico Maria Salerno, Fabio Testi, Lorenzo Flaherty ed Ethan Wayne con la regia di Florestano Vancini, nella quale ha interpretato il personaggio di Annabella Morganti.

Lorella Cuccarini (a sinistra) al Festival di Sanremo 1993, conduttrice dell'edizione con Pippo Baudo (a destra), mentre premia la vincitrice della sezione Novità, Laura Pausini

Nel 1993 è tornata per una settimana in Rai per affiancare Baudo nella conduzione del Festival di Sanremo; in quell'anno la sua partecipazione fece scalpore anche a causa di alcuni attriti con Alba Parietti, padrona di casa del Dopofestival, dovuti al fatto che all'epoca le due erano dirette concorrenti (Parietti conduceva Domenica in e Cuccarini Buona Domenica). Sempre nel 1993 è uscito il suo secondo disco di inediti intitolato Voci per la RTI Music, che si aggiudicherà un doppio disco di platino per aver venduto oltre 100 000 copie, e si è aggiudicata il secondo Telegatto come personaggio televisivo femminile dell'anno (Cuccarini è stata la prima a vincere questo premio per due anni di seguito), inoltre sempre in quell'edizione del premio, Buona Domenica vince il Telegatto come Miglior varietà. Nel 1995 Lorella è tornata a Sanremo, stavolta come cantante in gara, con il brano composto dal marito e produttore Silvio Testi, Un altro amore no, classificatasi al decimo posto nella classifica finale. Subito dopo il festival ha pubblicato il suo terzo album, Voglia di fare, prodotto dal marito e uscito per la RTI Music. Dopo questo album la carriera di Lorella come cantante si arresta quasi del tutto (eccezion fatta per le sigle televisive dei varietà da lei condotti che vengono incise sempre per la RTI Music) a favore di quella di conduttrice televisiva che diventa, d'ora in poi, la sua principale attività, suggellata proprio in quell'anno (in cui festeggia anche i dieci anni di carriera) con la seconda vittoria dell'Oscar TV come personaggio televisivo femminile dell'anno.
Durante la stagione televisiva 1995/1996 ha condotto per la terza volta Buona Domenica, questa volta affiancata da Amadeus e in seguito da Claudio Lippi, cantando anche in questo caso le sigle della trasmissione (prima Cento e poi in seguito X te); pur con buoni risultati, gli ascolti rimasero tuttavia lontani dal successo avuto dalle due edizioni che aveva condotto insieme a Columbro all'inizio del decennio.
Sempre nel 1995, Cuccarini presenta anche La grande avventura, sempre insieme a Marco Columbro, trasmissione in onda a reti unificate che celebrava i quindici anni di vita del gruppo Mediaset (all'epoca chiamato ancora Fininvest), in cui i due presentatori, assieme a tutti i personaggi più amati dell'azienda, ricostruivano la storia del gruppo del Biscione. Ancora, nel 1995 ha condotto su Canale 5 anche il varietà di prima serata La stangata - Chi la fa l'aspetti!, insieme a Enzo Iacchetti, programma che registra ottimi ascolti, vincendo il Telegatto come Programma rivelazione dell'anno; anche in questo programma, Cuccarini interpreta le sigle di apertura e chiusura, rispettivamente Voglia di fare e Parola a chi; nello stesso periodo conduce anche Campioni di ballo, nato inizialmente come spazio all'interno dell'edizione 1995-1996 di Buona Domenica e in seguito divenuto un programma autonomo, andato in onda in prima serata su Rete 4 e poi riproposto nella stagione 1998-1999 su Canale 5.
Nel 1996 e nel 1997 ha condotto anche le prime due edizioni del Galà della pubblicità, la prima insieme a Fiorello e la seconda accanto al partner storico Marco Columbro. Nel dicembre del 1996 conduce anche lo speciale Natale in Vaticano, in onda in prima serata su Canale 5, alla presenza di Papa Giovanni Paolo II. Nel 1998 ha condotto su Canale 5 anche A tutta festa, ancora una volta insieme a Columbro ed alla Premiata Ditta, in cui lancia il Cuccarello, un ballo di gruppo da lei inventato, utilizzato come sigla della trasmissione; sempre con Columbro ha poi condotto pure l'edizione 2000 di Vota la voce e nel settembre successivo prende parte al galà del ventesimo anniversario di Canale 5 Ricomincio da 20, mentre nel 2001 ha presentato La notte vola, varietà del sabato sera estivo che ha riportato in televisione gran parte delle stelle cinematografiche, musicali e televisive degli anni ottanta.
Nell'autunno seguente, su Canale 5, ha condotto pure lo speciale Stelle a quattro zampe. Dal 1994 al 2001 è testimonial della maratona televisiva annuale di beneficenza delle reti Mediaset, Trenta ore per la vita e dal 1987, per sedici anni, è stata il volto della campagna promozionale promossa dalle cucine Scavolini, attraverso la quale è stata nominata la più amata dagli italiani. Nello stesso periodo ha ottenuto un grande successo anche in ambito teatrale; ha debuttato infatti come protagonista del musical Grease nel 1997, portato in scena insieme a Giampiero Ingrassia fino al 1999, e risultato lo spettacolo teatrale di maggior successo di pubblico rappresentato in Italia fino a quel momento. Da questo musical viene tratto l'album contenente tutte le canzoni presenti nello spettacolo, interpretate da Cuccarini assieme a Ingrassia: Grease - Il Musical.

### Anni 2000
Nel 2002 la conduttrice è tornata in Rai, conducendo Uno di noi, show del sabato sera di Rai 1 abbinato alla Lotteria Italia, assieme a Gianni Morandi e Paola Cortellesi. Nello stesso anno viene pubblicata dalla Epic la raccolta Le più belle canzoni, contenente tutte le sue più famose canzoni e sigle. In questo periodo è inoltre costretta a un ritiro temporaneo dalle scene a causa di un tumore alla tiroide poi guarito completamente grazie all'asportazione della ghiandola. Nel 2003 fa parte della giuria di qualità del Festival di Sanremo, nel mese di aprile le è stata affidata la presentazione del gala dei David di Donatello insieme a Massimo Ghini, trasmessa in prima serata su Rai 2, e nell'autunno successivo ha condotto su Rai 1 Scommettiamo che...? con Columbro, anche lui nel frattempo passato in Rai. Gli ascolti di quest'ultimo non furono tuttavia buoni, tanto che la trasmissione venne spostata dal martedì al mercoledì e poi conclusa con una puntata d'anticipo; questo flop ha compromesso la sua presenza sul piccolo schermo negli anni seguenti.
Dal 2004, infatti, esclusa la miniserie Amiche interpretata insieme a Claudia Koll, Vittoria Belvedere, Barbara De Rossi e Maria Amelia Monti con la regia di Paolo Poeti, trasmessa in prima serata su Rai 2 tra gennaio e febbraio, Cuccarini non è più riuscita a trovare uno spazio nel palinsesto della televisione pubblica alla quale era legata con un contratto in esclusiva. Rimane lontana dagli schermi televisivi per tutto il biennio 2004-2005, anche se in seguito inizia a girare la fiction Lo zio d'America 2, al fianco di Christian De Sica, Eleonora Giorgi, Francesca Reggiani, Myriam Catania e Davide Rossi, con la regia di Rossella Izzo, trasmessa in quattro puntate nell'autunno 2006 su Rai 1 in prima serata, ottenendo discreti risultati d'ascolto. Anche nel 2007 la TV di Stato non ha offerto nessuna trasmissione a Cuccarini, che a fine anno, una volta scaduto il suo contratto in esclusiva, ha abbandonato la Rai per tornare a lavorare sulle reti Mediaset. Tra il 2005 e il 2007 ha comunque approfondito la sua attività teatrale, portando in scena con successo il musical Sweet Charity interpretato accanto a Cesare Bocci e di cui viene poi pubblicato l'album contenente tutte le canzoni presenti nello stesso: Sweet Charity - Il Musical.
L'anno che ha segnato l'effettivo ritorno sulle scene televisive di Cuccarini è il 2008. Il ritorno televisivo è avvenuto in Mediaset, con una nuova edizione de La sai l'ultima? con Massimo Boldi trasmessa in prima serata su Canale 5. Tuttavia, il programma ha chiuso i battenti per scarsi ascolti dopo sole quattro puntate (sulle otto previste). Nello stesso anno ha preso parte a una puntata di Buona la prima!, trasmissione totalmente improvvisata di Ale e Franz, andata in onda su Italia 1. Dal 21 al 27 aprile 2008 ha confermato il suo impegno con la solidarietà: è stata infatti madrina ufficiale della nuova edizione di Trenta ore per la vita, che ha coinvolto numerose trasmissioni delle tre reti Rai. Dallo stesso mese è diventata testimonial pubblicitario della casa cosmetica Garnier, pubblicizzandone alcuni prodotti per il viso; l'impegno come testimonial Garnier dura fino al 2012.
Ha partecipato all'edizione 2008 del Roma Fiction Fest conducendo la serata di gala organizzata da TV Sorrisi e Canzoni atta a premiare i protagonisti delle migliori fiction trasmesse dalle reti televisive italiane. Da fine luglio dello stesso anno, inoltre, un nuovo singolo di Cuccarini, intitolato Un'onda d'amore, inizialmente sigla de La sai l'ultima?, è stato reso disponibile sui circuiti web di iTunes e Amazon.com in tre versioni scaricabili. L'11 novembre 2008 ha condotto il numero zero di È nata una stella gemella, trasmissione in onda in prima serata su Canale 5 prodotta da Endemol: il format della trasmissione prevedeva una gara canora fra dieci concorrenti che somigliano a volti noti della musica. Il programma era sostanzialmente una nuova edizione del varietà Re per una notte condotto da Gigi Sabani, diventato poi Momenti di gloria con Mike Bongiorno ed Ellen Hidding e poi ancora Sei un mito con Roberta Capua e Teo Teocoli; gli ascolti registrati non sono soddisfacenti e al "numero zero" non segue alcun'altra puntata. Nello stesso periodo è stata anche la doppiatrice della protagonista del film d'animazione Lissy - Principessa alla riscossa, uscito nei cinema nel gennaio del 2009.
A partire dalla primavera 2009 è sbarcata sul satellite insieme ad altri noti personaggi della televisione italiana come Fiorello, Giorgio Panariello e Mike Bongiorno firmando un contratto con Sky Italia. Dal 16 aprile ha condotto sul canale Sky Uno il talent-show Vuoi ballare con me?, versione italiana del format statunitense Your Mama Don't Dance?. Dopo la fase casting, andata in onda nel mese di marzo, dodici coppie formate da un genitore e da un figlio (mamma più figlio, papà più figlia) si sono sfidati in gare di danza giudicati da una giuria formata dalla talent scout Gianna Tani, dal coreografo Franco Miseria e da Paola Barale. La conduttrice è stata tra l'altro protagonista della sigla di testa, realizzata da Luca Tommassini, il coreografo della trasmissione. Parallelamente, dal 20 al 26 aprile 2009 è stata di nuovo testimonial sulle reti Rai della campagna di solidarietà Trenta ore per la vita.

### Anni 2010
Nei primi mesi del 2010 ha portato in teatro il musical Il pianeta proibito con la regia di Luca Tommassini, interpretato assieme ad alcuni ragazzi della terza edizione del talent-show X Factor e con la partecipazione di Francesco Facchinetti, Mara Maionchi, Rosanna Vaudetti e Morgan, che ha attirato l'attenzione di pubblico e critica. Cuccarini si è anche esibita alla serata finale del Festival di Sanremo 2010 condotto da Antonella Clerici con una performance tratta dal musical: l'esibizione segnò il picco di ascolto della finale sanremese, con oltre 16 milioni di telespettatori e inoltre è stata fonte d'ispirazione per la popstar Beyoncé per la sua performance live di Run the world (Girls) messa in scena durante la cerimonia dei Billboard Awards del 2011. Cuccarini si è detta molto onorata di questa citazione.
Durante la primavera 2010 è stata comunicata la decisione della Rai di affidare a Cuccarini la conduzione della terza parte di Domenica in, (con il segmento Domenica in... Onda) subentrando e prendendo così il posto di Baudo e del vecchio segmento Domenica in... 7 giorni, a partire dalla stagione televisiva 2010/2011. Il 3 ottobre 2010 va in onda la prima puntata del contenitore domenicale che segna il suo ritorno su Rai 1 dopo sette anni; ha anche inciso una nuova canzone, Il mio viaggio, usata come sigla del suo segmento, senza però ottenere grande successo, venendo sempre battuta agli ascolti dal contenitore rivale Domenica Cinque condotto da Barbara D'Urso e in seguito da Federica Panicucci e Claudio Brachino. Il 22 gennaio 2011 è stata giurata del programma televisivo Attenti a quei due - La sfida in onda su Rai 1. Invece venerdì 29 aprile 2011 è stata giurata del programma televisivo Ciak... si canta!, sempre su Rai 1.
Il 15 marzo dello stesso anno, durante una cerimonia al Quirinale, viene insignita dal Presidente della Repubblica Giorgio Napolitano del titolo di Commendatore della Repubblica, per i suoi meriti in campo artistico e sociale.
Il 1º luglio sempre del 2011 conduce la puntata pilota del programma Ora... Ci vorrebbe un amico in onda in prima serata su Rai 1.
Lorella Cuccarini è riconfermata alla guida di Domenica in anche per la stagione 2011-2012: in questa nuova stagione il segmento passa sotto il controllo di Daniel Toaff (autore de La vita in diretta) e viene incentrato sull'attualità di tutti i giorni e sulle storie della gente comune raccontate con l'ausilio di mini-fiction e viene reintitolato Domenica in... Così è la vita, ottenendo stavolta un grande successo, battendo sempre la trasmissione-rivale Domenica Cinque condotta in quella stagione da Federica Panicucci e Claudio Brachino, con una media di quasi 3 milioni di telespettatori, pari a uno share del 18% (con picchi di 4 milioni e del 22% di share). La puntata del 19 febbraio 2012, andata in onda dal Teatro Ariston di Sanremo, fa segnare il record di ascolto al programma: 7 milioni di telespettatori, pari a uno share del 30%.
Dal 29 settembre 2011 partecipa come giudice al nuovo talent-show di Rai 2 Star Academy condotto da Francesco Facchinetti e affiancata nello stesso ruolo da Nicola Savino, Ornella Vanoni e Roy Paci. Il programma è stato sospeso alla terza puntata per via dei bassi risultati d'ascolto conseguiti. Il 30 dicembre 2011 torna in prima serata su Rai 1 con il programma Un amico è così, versione riveduta e corretta di Ora... Ci vorrebbe un amico. Il programma risulta il più visto della serata ma gli ascolti sono comunque inferiori alle aspettative. Il 3 febbraio 2012 partecipa al programma Attenti a quei due - La sfida condotto da Paola Perego, sfidando Mara Venier: la sfida si conclude con un pareggio anche se poi il televoto finale assegna la vittoria a Venier.
Nell'aprile dello stesso anno riprende l'impegno con Trenta ore per la vita partecipando a numerose trasmissioni della Rai coinvolte nel progetto. L'impegno con Trenta ore per la vita prosegue anche nell'aprile 2013 e nell'aprile 2014 con le stesse modalità. Nell'aprile 2015 oltre alla Rai anche LA7 aderisce all'iniziativa.
Nel giugno 2012 la Rai la riconferma alla guida di Domenica in... Così è la vita anche per la stagione 2012-2013, riuscendo anche in questa stagione a vincere quasi sempre la sfida degli ascolti contro il nuovo programma-rivale Domenica Live condotto da Alessio Vinci e Sabrina Scampini e in seguito da Barbara D'Urso. Nonostante il successo ottenuto, l'autunno seguente viene sostituita alla conduzione del contenitore domenicale da Mara Venier. Sempre nel 2012 diventa anche la nuova testimonial della griffe Diana Gallesi in sostituzione di Milly Carlucci, impegno terminato nel 2015.
L'11 settembre 2012 debutta anche in radio con la conduzione del programma Citofonare Cuccarini, in diretta dal lunedì al venerdì su Rai Radio 1 nella fascia oraria 17:45-19:00, andato in onda fino al 4 aprile 2014, giorno in cui è cancellato (assieme ad altre sei trasmissioni di Rai Radio 1) per volere del nuovo direttore Flavio Mucciante.
Nel settembre 2012 è inoltre una dei giurati della finale della 73ª edizione di Miss Italia che vede vincitrice Giusy Buscemi. Partecipa alla seconda puntata di Tale e quale show condotto da Carlo Conti. Il 26 aprile 2013 è superospite insieme a Marco Columbro di una puntata di Paperissima condotta da Gerry Scotti e Michelle Hunziker su Canale 5.
Nell'aprile del 2014 entra a far parte della giuria del talent-show di Rai 1 La pista (a partire dalla terza puntata) condotto da Flavio Insinna, affiancata nello stesso ruolo da Gigi Proietti, Claudia Gerini e Rita Pavone. Nell'agosto dello stesso anno inizia a collaborare con il settimanale Adesso per cui realizza ogni settimana un editoriale.
Alla fine del 2014 torna in teatro prendendo parte al musical Rapunzel, tratto dall'omonimo film Disney, in cui per la prima volta interpreta un ruolo da antagonista, lo spettacolo va in scena al Teatro Brancaccio di Roma. In seguito viene pubblicato il CD contenente tutte le canzoni dello spettacolo: Rapunzel - il CD. Il musical ha riscosso molto successo (previsto in cartellone fino a metà gennaio, le repliche sono durate fino alla fine di febbraio) tanto che, dal dicembre 2015, lo spettacolo è in tournée per tutta l'Italia fino all'aprile 2016.
Il 6 gennaio 2015 partecipa allo speciale de La prova del cuoco in prima serata su Rai 1, dedicato all'estrazione dei biglietti vincenti della Lotteria Italia, in una gara culinaria con vari VIP (Amanda Lear, Maria Grazia Cucinotta, Enrico Papi, Andrew Howe, Amaurys Pérez e Dario Bandiera) ognuno abbinato a uno chef del programma (Cuccarini era in squadra con Renato Salvatori) e a un biglietto della lotteria, risultandone la vincitrice, facendo dunque vincere al biglietto a lei collegato il primo premio, ammontante a 5 milioni di euro. Cuccarini aveva già partecipato allo speciale Lotteria de La prova del cuoco già nel 2012, in quel caso accoppiata al suo storico partner televisivo, Marco Columbro.
Nei primi mesi del 2015 sarebbe inoltre dovuta tornare in TV come giudice del nuovo talent-show di Rai 1 Forte forte forte, condotto da Ivan Olita e ideato da Raffaella Carrà e Sergio Japino, ma è stata esclusa dal progetto circa due mesi prima dalla messa in onda della trasmissione. Intorno all'episodio si è scatenato un caso mediatico, alimentato dal disappunto espresso via web dalla stessa Cuccarini.
È stata interpretata da Daniela Marzulli nell'ultimo episodio della serie televisiva 1992, in onda su Sky Atlantic e Sky Cinema 1 il 21 aprile 2015 e in seguito su LA7 il 7 febbraio 2016; la stessa viene inoltre citata più volte nel corso della medesima serie.
Il 9 maggio 2015 è giudice d'eccezione durante il quinto serale della quattordicesima edizione del talent Amici di Maria De Filippi, trasmesso su Canale 5, il 27 luglio successivo è la conduttrice-narratrice della quarantacinquesima puntata di Techetechetè, il programma di videoframmenti dei programmi storici della Rai in onda nell'access-prime time estivo di Rai 1, mentre dal settembre al novembre dello stesso anno è tornata nuovamente in TV come giurata dell'ottava edizione del varietà-talent di Rai 1 Ti lascio una canzone, condotto da Antonella Clerici, affiancata nello stesso ruolo da Fabrizio Frizzi, Massimiliano Pani e Chiara Galiazzo.
Nel 2016 è protagonista dello show-evento Nemicamatissima in onda il 2 e 3 dicembre in prima serata su Rai 1, in cui per la prima volta è affiancata dalla sua storica rivale artistica, Heather Parisi, e nello stesso autunno pubblica anche la propria autobiografia: Ogni giorno il sole - La vita e la filosofia del mezzo pieno, edita dalla Edizioni Piemme.
Nel 2017, dopo l'impegno televisivo, torna di nuovo a teatro con un nuovo musical: La regina di ghiaccio - Turandot diretto da Maurizio Colombi (già regista di Rapunzel); nello stesso anno diventa la nuova testimonial radiofonica della catena di supermercati Conad, impegno concluso nel 2018.
Il 3 aprile 2017, appena terminato l'impegno teatrale, esce la raccolta Nemicamatissima, distribuita dalla Warner Music, contenente molti suoi brani storici e il singolo inedito Tanto tempo ancora, sigla dell'omonima trasmissione andata in onda nel dicembre precedente su Rai 1, eseguito in duetto con Heather Parisi, promossa da Cuccarini in varie trasmissioni televisive e radiofoniche. Nell'estate successiva prende parte a un nuovo spettacolo teatrale, la commedia Non mi hai più detto ti amo per la regia di Gabriele Pignotta che segna il suo debutto nel teatro di prosa, in cui è affiancata da Giampiero Ingrassia, già suo partner in Grease, mentre a partire dall'autunno 2017 e fino alla primavera 2018 è stata in tournée in varie città italiane sia con la commedia sopracitata sia con il musical La regina di ghiaccio - Turandot. In seguito ha ripreso il tour teatrale della commedia Non mi hai più detto ti amo nell'ottobre 2018, durato fino al febbraio 2019.
Nel 2017 torna inoltre a cimentarsi anche nel doppiaggio, prestando la voce al film d'animazione My Little Pony - Il film in cui doppia il personaggio di Tempest Shadow e di cui canta anche un brano della colonna sonora, Guarda la realtà; la pellicola viene distribuita nel circuito cinematografico italiano dal 6 dicembre 2017.
Nell'estate del 2018 entra nel cast della seconda stagione della fiction L'isola di Pietro, in cui torna ad affiancare Gianni Morandi (già suo partner in Uno di noi), in cui interpreta il personaggio di Isabella Sulci; la fiction, diretta da Giulio Manfredonia e Luca Brignone, che vede nel cast anche Luigi Diberti, Elisabetta Canalis, Chiara Baschetti, Federico Russo, Alma Noce, Ettore Bassi e Michele Rosiello, viene trasmessa in prima serata su Canale 5 dal 21 ottobre al 25 novembre 2018.
Il 7 giugno 2019 prende parte allo spettacolo Buon compleanno... Pippo, varietà celebrativo di Pippo Baudo, in occasione dei suoi 83 anni d'età e dei 60 di carriera televisiva; il 13 giugno successivo è nel cast dello speciale Ballata per Genova, show benefico dedicato all'anniversario della tragedia del viadotto Polcevera, entrambi i programmi sono trasmessi da Rai 1 in prima serata.
Dal 2 al 23 agosto conduce su Rai 1 quattro puntate speciali in prima serata di Linea verde incentrate sulle bellezze italiane, intitolate Grand Tour.
Dal 9 settembre 2019, sempre su Rai 1, per la prima volta Cuccarini è alla guida di un programma a cadenza quotidiana: l'edizione 2019-2020 del rotocalco pomeridiano La vita in diretta, affiancata da Alberto Matano.
Il suo appuntamento per la conduzione dell'edizione 2020-2021 non viene rinnovato nonostante i buoni risultati di ascolto. Prima dell'ultima puntata della stagione, la presentatrice avrebbe inviato una mail interna ai collaboratori del programma esprimendo disappunto su come è stata trattata durante l'anno dal suo collega, da lei dipinto come una persona dall'ego sfrenato e insospettabilmente maschilista. Alcune colleghe di Matano non hanno sottoscritto l'accusa di maschilismo mossa da Cuccarini. In seguito viene però reso noto che tale nota di dissociazione a favore di Matano è stata redatta solo da una minoranza delle redattrici del programma.

### Anni 2020
Il 1º febbraio 2020 conduce dall'aula del Senato della Repubblica una manifestazione in occasione del settantennale del Festival di Sanremo, rientrante nel ciclo di eventi Senato & Cultura, trasmesso in diretta su Rai 2, in collaborazione con la struttura Rai Parlamento.
Nell'autunno 2020, dopo la fine del suo rapporto lavorativo con la Rai, torna a lavorare a Mediaset, divenendo insegnante di danza nel talent di Canale 5 Amici di Maria De Filippi, venendovi riconfermata anche per la stagione successiva, stavolta però come insegnante di canto, divenendo così la prima professoressa del talent ad aver ricoperto tale ruolo in due categorie diverse; viene poi riconfermata con lo stesso ruolo anche per le edizioni 2022-2023, 2023-2024, 2024-2025 e 2025-2026. Nel 2021 diventa testimonial televisiva di Bion3; nel dicembre dello stesso anno incide assieme a Il Pagante il singolo natalizio Un pacco per te. Dal 16 al 19 marzo 2022 conduce al fianco di Gerry Scotti 4 puntate di Striscia la notizia, in sostituzione di Francesca Manzini (risultata positiva al COVID-19), tornando a lavorare con Antonio Ricci dopo 21 anni.
Nel novembre 2022 partecipa come artista ospite all'album di Cristina D'Avena 40 - Il sogno continua, realizzato per i 40 anni di carriera della cantante bolognese, duettando con lei nel brano Magica Doremì; nel dicembre 2022 torna a interpretare Madre Gothel nel musical Rapunzel, rappresentato al Teatro Brancaccio di Roma e in seguito, nel gennaio 2023, al Teatro Nazionale di Milano.
Il 10 febbraio 2023 prende parte al Festival di Sanremo, nella serata dedicata ai duetti, cantando assieme a Olly una versione rinnovata di La notte vola, in seguito pubblicata come singolo il successivo 14 marzo nelle piattaforme streaming.
Nell'autunno 2023 ritorna nuovamente a interpretare Madre Gothel nel musical Rapunzel, partendo con una nuova tournée teatrale che si conclude a fine gennaio 2024. Sempre nello stesso periodo prende parte con un cameo al quarto episodio della serie No Activity - Niente da segnalare, distribuita su Prime Video il 18 gennaio 2024.
Il 9 febbraio 2024 co-conduce su Rai 1, assieme ad Amadeus, la quarta serata del Festival di Sanremo 2024, dedicata alle cover.
Nella primavera 2024 prende parte al musical teatrale di Garinei e Giovannini Aggiungi un posto a tavola, diretto da Marco Simeoli, tornato in tournée nei teatri italiani in occasione del cinquantesimo anniversario dalla prima rappresentazione, in cui interpreta il ruolo di Consolazione, poi ripreso in autunno al Teatro Brancaccio di Roma e in seguito nuovamente in tournèe dal gennaio al marzo del 2025.
L'11 novembre 2024 il suo singolo La notte vola, a 36 anni dalla pubblicazione, viene certificato disco di platino dalla FIMI per aver venduto oltre centomila copie in formato digitale.
Prende inoltre parte come ospite fissa alle tre puntate del varietà This Is Me, programma che celebra i talenti scoperti negli anni da Amici di Maria De Filippi, condotto da Silvia Toffanin su Canale 5.
Il 26 maggio 2025 conduce in prima serata su Canale 5 la seconda puntata de Il Volo - Tutti per uno, varietà-concerto del trio musicale Il Volo.
Il 13 giugno del 2025 viene pubblicato Cha Cha Twist!, singolo musicale estivo eseguito in duetto con Riki.

### Altre attività
Tifosa della Roma, il 27 luglio 1991 entrò a far parte assieme ad altri personaggi dello spettacolo e della politica come Loretta Goggi, Alberto Sordi, Gigi Proietti, Antonello Venditti, Ornella Muti, il senatore Adriano Ossicini, Giuseppe De Vivo, i giornalisti sportivi della Rai Gianfranco De Laurentiis, Giorgio Martino, al tavolo della Consulta Giallorossa, un organismo di trenta membri creato dall'allora presidente della squadra Giuseppe Ciarrapico, su iniziativa dell'allora Presidente del consiglio Giulio Andreotti, anche lui notoriamente tifoso della squadra.
Nel settembre 1994 dà vita all'associazione “Trenta ore per la vita” e diventa testimonial dell'omonima manifestazione televisiva. I primi anni, fino al 2001, la Manifestazione è andata in onda sulle reti Mediaset e dal 2004 nelle reti Rai.
Il 26 ottobre 2013 ha partecipato insieme a Gino Landi e Franco Miseria all'openday per Mario all'Opera, movimento formato da ballerini, insegnanti di danza, coreografi, stilisti, personalità e maestranze del mondo dello spettacolo per sostenere la candidatura di Mario Marozzi a Direttore del Corpo di Ballo del Teatro dell'Opera di Roma.
Il 25 novembre 2013 ha preso parte a Trenta ore per la vita in concerto, evento realizzato per festeggiare i venti anni dell'Associazione Trenta ore per la vita, di cui è socia fondatrice e testimonial. Dal 30 marzo al 6 aprile 2014 partecipa insieme a Marco Columbro, Mario Biondi, Giuseppe Vessicchio e Giovanni Muciaccia alla crociera solidale in occasione del ventennale dell'associazione.
Ha scritto la prefazione del libro E Gioia Sia di Chiara Amirante, pubblicato nel gennaio del 2014.
Dal dicembre 2014 sostiene Never Give Up, associazione no profit per lo studio e la cura dei disturbi del comportamento alimentare.

## Posizioni sociali e politiche
Nel 2009, attraverso le pagine di Vanity Fair, ha dichiarato di essere sempre stata a favore delle unioni civili, ma contraria al matrimonio tra persone dello stesso sesso, all'adozione da parte di coppie dello stesso sesso e alla surrogazione di maternità.
Nel 2018 ha rilasciato opinioni critiche nei confronti dell'Unione europea e del fenomeno dell'immigrazione in Italia; ha inoltre espresso ammirazione per i politici Alberto Bagnai e Paolo Savona, ministro nel primo governo Conte. Si è espressa anche contro l'euro e il femminismo.

## Discografia
- 1986 – Lorel
- 1993 – Voci
- 1995 – Voglia di fare

## Programmi televisivi

Lorella Cuccarini nel 1987

- Te lo do io il Brasile (Rai 1, 1984) Ballerina di fila
- Sponsor City (Rete 4, 1984) Ballerina di fila
- Il tastomatto (Rai 2, 1985) Ballerina di fila
- Fantastico (Rai 1, 1985-1987)
  -  Fantastico - Speciale Capodanno (Rai 1, 1986-1987)
- Saint Vincent Estate (Rai 1, 1986)
- Festival di Sanremo (Rai 1, 1987, 1993, 1995, 2003, 2010, 2023, 2024)[52][53]
- Festival (Canale 5, 1987-1988)
  -  Festival di Mezzanotte (Canale 5, Italia 1, Rete 4, 1987-1988)
- Ciak 88 (Italia 1, 1988)
- Odiens (Canale 5, 1988-1989)
- Una sera ci incontrammo (Canale 5, 1989)
- Vota la voce (Canale 5, 1989, 1995, 2000)
- Un autunno tutto d'oro (Canale 5, 1989)
- La danza è un sogno (Canale 5, 1990)
- Serata San Valentino (Canale 5, 1990)
- Stasera... che sera (Canale 5, 1990)
- Benvenuta TeleCinco (Canale 5, 1990)
- La Notte degli Oscar (Canale 5, 1990)
- Qua la zampa (Canale 5, 1990)
- Risate in famiglia (Canale 5, 1990)
- Oggi sposi (Canale 5, 1990)
- Campione d'Italia della risata (Canale 5, 1990)
- 10.000 Sentieri d'amore (Rete 4, 1990)
- Paperissima - Errori in TV (Canale 5, 1990, 1991-1992, 1994-2001; Italia 1, 1990-1991)
  -  SuperPaperissima (Canale 5, 1992, 1995, 1997, 1999) 
  -  Festival della Papera (Canale 5, 2001)
- Bellezze sulla neve (Canale 5, 1991)
- Buona Domenica (Canale 5, 1991-1993, 1995-1996)
  -  Buona Domenica Sera (Canale 5, 1992)
- Trenta ore per la vita (Canale 5, Italia 1, Rete 4, 1994-2001; Rai 2, 2004)
- La stangata - Chi la fa l'aspetti (Canale 5, 1995)
- La grande avventura (Canale 5, Italia 1, Rete 4, 1995)
- Galà della pubblicità (Canale 5, 1996-1997)
- Campioni di ballo (Rete 4, 1996; Canale 5, 1999)
  -  Olimpiadi di ballo (Rete 4, 1999)
- Natale in Vaticano (Canale 5, 1996)
- Galleria di stelle (Canale 5, 1997)
- A tutta festa (Canale 5, 1998)
- Note di Natale (Canale 5, 1999-2001)
- Modamare a Taormina (Canale 5, 2001)
- La notte vola (Canale 5, 2001)
- Stelle a quattro zampe (Canale 5, 2001)
- Uno di noi (Rai 1, 2002-2003)
  -  Uno di noi - Speciale Lotteria Italia (Rai 1, 2003)
- David di Donatello (Rai 2, 2003)
- Scommettiamo che...? (Rai 1, 2003)
- No Justice Without Life (TelePace, 2005)
- La sai l'ultima? (Canale 5, 2008)
- È nata una stella gemella (Canale 5, 2008)
- Vuoi ballare con me? (Sky Uno, 2009)
- Domenica in (Rai 1, 2010-2013)
  -  Domenica in... Onda (Rai 1, 2010-2011)
  -  Domenica in... Così è la vita (Rai 1, 2011-2013) 
  -  Domenica In - Speciale Sanremo (Rai 1, 2011-2013)
- Ora... ci vorrebbe un amico (Rai 1, 2011)
- Star Academy (Rai 2, 2011) Giudice
- Un amico è così (Rai 1, 2011)
- Miss Italia (Rai 1, 2012) Giudice
- La pista (Rai 1, 2014) Giudice
- Techetechetè (Rai 1, 2015) Puntata 45
- Ti lascio una canzone (Rai 1, 2015) Giudice
- Nemicamatissima (Rai 1, 2016)
- Ballata per Genova (Rai 1, 2019)
- Grand Tour (Rai 1, 2019)
- La vita in diretta (Rai 1, 2019-2020)
  - #iorestoacasa (Rai 1, 2020)
- Senato & Cultura (Rai 2, 2019-2020)
- Amici di Maria De Filippi (Canale 5, dal 2020; Italia 1, 2020-2021) Insegnante e conduttrice
- Striscia la notizia (Canale 5, 2022)
- This Is Me (Canale 5, 2024) Ospite fissa
- Il Volo - Tutti per uno (Canale 5, 2025)[54]

## Filmografia

### Attrice
- Piazza di Spagna, regia di Florestano Vancini – miniserie TV (1992)
- Amiche, regia di Paolo Poeti – miniserie TV (2004)
- Lo zio d'America 2, regia di Rossella Izzo – miniserie TV (2006)
- L'amore è sordo, regia di Duccio Forzano – film TV (2012)
- L'isola di Pietro 2, regia di Giulio Manfredonia e Luca Brignone – serie TV (2018)
- No Activity: Niente da Segnalare, regia di Valerio Vestoso – miniserie TV, episodio 4 (2024)

### Doppiatrice
- Lissy in Lissy - Principessa alla riscossa
- Tempest Shadow in My Little Pony - Il film

## Teatro
- Grease, regia di Saverio Marconi (1997-1999)
- Sweet Charity, regia di Saverio Marconi (2005-2007)
- Il pianeta proibito - The rock musical, regia di Luca Tommassini (2010)
- Rapunzel il musical, regia di Maurizio Colombi (2014-2016, 2022-2023, 2023-2024)
- La regina di ghiaccio - Turandot, regia di Maurizio Colombi (2017-2018)
- Non mi hai più detto ti amo, regia di Gabriele Pignotta (2017-2019)
- Aggiungi un posto a tavola, regia di Marco Simeoli (2024-2025)

## Radio
- Citofonare Cuccarini (Rai Radio 1, 2012-2014)

## Pubblicità
- Dreher (1984)
- Golden Lady (1985-1987)
- Scavolini (1987-2003)
- Garnier (2008-2012)
- Diana Gallesi (2012-2015)
- Conad (2017-2018)[55]
- Bion3 (2021-2022)
- Equilibra (2023)
- Acqua Essenziale (dal 2024)
- BYD Seal U-DMI (dal 2024)

## Libri
- 30 mamme per la vita con Marco Columbro (Amrita edizioni, 2000)
- Ogni giorno il sole - La vita e la filosofia del mezzo pieno, Edizioni Piemme, 2016, ISBN 8856656345.

## Riconoscimenti
- 1986 – Disco d'oro per le copie vendute del singolo Tutto matto
- 1987 – Premio Regia Televisiva come personaggio televisivo femminile dell'anno
- 1987 – Premio Regia Televisiva "Trasmissione dell'anno" con Fantastico 7
- 1987 – Telegatto "Trasmissione ascolto più alto" con Fantastico 7
- 1987 – Maschera D'argento per essersi distinta nelle varie arti dello spettacolo
- 1989 – Telegatto "Varietà" con Odiens
- 1991 – Telegatto "Trasmissione dell'anno" con Paperissima
- 1991 – Telegatto "Giochi" con Bellezze sulla neve
- 1991 – Premio Regia Televisiva per Paperissima
- 1991 – Microfono d'Argento
- 1992 – Telegatto come personaggio televisivo femminile dell'anno
- 1993 – Telegatto come personaggio televisivo femminile dell'anno
- 1993 – Telegatto "Varietà" con Buona Domenica
- 1993 – Doppio Disco di platino per le 100 000 copie vendute dell'album Voci
- 1995 – Premio Regia Televisiva come personaggio televisivo femminile dell'anno
- 1995 – Telegatto "Rivelazione dell'anno" con La stangata - Chi la fa l'aspetti!
- 1997 – Telegatto "Varietà" con Paperissima
- 1998 – Telegatto "TV utile" con Trenta ore per la vita
- 1998 – Premio Personalità Europea
- 1999 – Premio Isimbardi per Trenta ore per la vita
- 2000 – Telegatto "TV utile" con Trenta ore per la vita
- 2001 – Telegatto "TV utile" con Trenta ore per la vita
- 2001 – Premio Bellisario
- 2001 – Premio Personalità Europea per il successo nel campo dello spettacolo
- 2004 – Copertina d'oro Tv sette
- 2004 – Premio Speciale San Bernardo per Trenta ore per la vita
- 2005 – Premio Aretè per il libro Il mondo dei contrari
- 2007 – Premio Gassman nella categoria Miglior Musical dell'anno con Sweet Charity
- 2010 – Premio Torretta per Trenta ore per la vita
- 2012 – Premio XI Musa per la televisione
- 2014 – Premio Testimone del Tempo durante la 47ª edizione del Premio Acqui Storia
- 2015 – Oscar del Musical come migliore attrice protagonista per Rapunzel – il musical
- 2015 – Premio Persefone per il ruolo di Madre Gothel in Rapunzel – il musical
- 2017 – Premio Afrodite come personaggio televisivo dell'anno
- 2018 – Premio CCIAA durante il 52º Festival Verezzi per Non mi hai più detto ti amo
- 2019 – Premio Sorriso Diverso durante la 12ª edizione di Tulipani di Seta Nera – Festival Internazionale di cortometraggi
- 2019 – Premio Novara Dance Experience
- 2020 – MagnaGrecia Award alla carriera
- 2020 – Premio Lo Schiaccianoci D'Oro[56][57]
- 2020 – Premio XX Persefone Attrice Musical
- 2020 – Premio Angi – Oscar dell'Innovazione[58][59]
- 2021 – Disco d'oro per le 50.000 copie digitali vendute del singolo La notte vola
- 2024 – Disco di platino per le 100.000 copie digitali vendute del singolo La notte vola